# Michał Bobowiec
Michał Andrzej Bobowiec (ur. 18 stycznia 1971 we Wrocławiu) – polski samorządowiec, menedżer i działacz sportowy, były prezes Śląska Wrocław, w latach 2018–2020 członek zarządu województwa dolnośląskiego VI kadencji.

## Życiorys
W młodości działał jako instruktor Związku Harcerstwa Polskiego. Został absolwentem VIII Liceum Ogólnokształcącego we Wrocławiu, a w 1997 – Akademii Ekonomicznej we Wrocławiu. Zawodowo pracował jako menedżer, współtworzył muzeum motoryzacji w Topaczu. Od 2008 do 2010 był wiceprezesem państwowej spółki EnergiaPro Koncern Energetyczny, zasiadał również w radach nadzorczych m.in. Tauron Dystrybucja i KS Górnik Polkowice. W latach 2014–2016 pozostawał wiceprezesem ds. finansowych w spółce organizującej World Games 2017, zaś w 2016 został członkiem zarządu spółki Stadion Wrocław. Od marca 2017 do stycznia 2018 był prezesem klubu piłkarskiego Śląska Wrocław. W listopadzie 2021 objął stanowisko dyrektora Dolnośląskiej Agencji Rozwoju Regionalnego.
Zaangażował się w działalność polityczną w ramach Platformy Obywatelskiej. W kadencji 2006–2010 zasiadał w radzie miejskiej Wrocławia, od 2008 pełniąc funkcję jej wiceprzewodniczącego. W 2010 kandydował do sejmiku dolnośląskiego, mandat uzyskał rok później w miejsce Jarosława Charłampowicza. Reelekcję uzyskiwał w 2014 i 2018. W marcu 2016 przeszedł z PO do Bezpartyjnych Samorządowców. W lipcu tegoż roku został szefem przekształconego klubu sejmikowego pod nazwą Dolnośląski Ruch Samorządowy, a następnie wiceprezesem stowarzyszenia DRS. 19 listopada 2018 objął funkcję członka zarządu województwa śląskiego, odpowiedzialnego za sport, turystykę i kulturę. Z funkcji tej został odwołany 16 czerwca 2020 po negatywnej ocenie działalności instytucji kultury. Po wewnętrznym konflikcie w gronie Bezpartyjnych Samorządowców zdecydował się pozostać w klubie, który pozostał przy nazwie BS i skonfliktował się z lokalnymi władzami ugrupowania (m.in. z marszałkiem województwa Cezarym Przybylskim). Jednakże w lutym 2022 przystąpił do klubu Ogólnopolskiej Federacji „Bezpartyjni i Samorządowcy”, powstałego przy tym rozłamie (w 2023 przemianowanego na klub BS).
Żonaty, ma troje dzieci.